# Радиофестиваль песни АВС 2014
Радиофестиваль песни АВС 2014 (англ. ABU Radio Song Festival 2014) — является вторым выпуском Азиатско-Тихоокеанского радиофестиваля песни, созданного Азиатско-Тихоокеанским вещательным союзом (АВС). Фестиваль прошёл 23 мая 2014 года в Stein Studios в городе Коломбо, Шри-Ланка. Данное мероприятие совпало с 50-й генеральной ассамблеей Азиатско-Тихоокеанского вещательного союза (ABU, «АВС»). В фестивале приняли участие 12 участников из 10 стран, ещё 4 участника не прошли квалификацию.

## Место проведения
Коломбо — является крупнейшим городом Шри-Ланки, а также её коммерческой, индустриальной и культурной столицей. Расположен на западном побережье острова и прилегает к парламентской столице Шри-Ланки, пригороду Шри-Джаяварденепура-Котте. Также Коломбо является административным центром Западной провинции и окружным центром округа Коломбо. Коломбо часто употребляется как столица, так как Шри-Джаяварденепура-Котте является городом-спутником Коломбо. Коломбо — это оживлённое, живое место с примесью современной жизни, колониальных зданий и руин, с городским населением около 672 743 человек. До Шри-Джаяварденепуры-Котте, являлся политической столицей Шри-Ланки.
Первоначально, местом проведения конкурса было выбрано здании театральных искусств «Нелум Покуна», в Коломбо. Театр оснащён ультрасовременным оборудованием, таким как зрительный зал на 1 288 места, библиотека и учебное заведение.
21 марта 2014 года АВС объявил, что новым местом проведения станет Stein Studios Эта студия имеет площадь 1500 м² и может вмещать до 2000 человек.

### Национальный вещатель
Широковещательная корпорация Шри-Ланки (SLBC) транслировала второй выпуск радиофестиваля песни, который прошёл в Stein Studios.

## Формат
В отличие от формата, используемого на конкурсе песни Евровидение, конкурс имеет два варианта фестивалей песни: Азиатско-Тихоокеанский радио- и телефестиваль песни. Азиатско-Тихоокеанский радиофестиваль песни, который состоялся 23 мая 2014 года, совпал с событием «Радио Азия 2014», которое проходило в период с 22 по 24 мая 2014 года.

## Участники
Из шестнадцати заявок на участие, в отборочном туре в финал Азиатско-Тихоокеанского радиофестиваля песни прошло только двенадцать. Ранее сообщалось, что две последние заявки поступят от Вьетнама и Индонезии, но они так и не поступили.
В отличие от фестиваля 2012 года, в этом году на фестивале награды 5-ке лучших не присуждались. Организатор фестиваля присудил участникам «знак признательности» за разнообразность музыкального жанра.

### Финал
| №  | Страна              | Язык       | Исполнитель          | Песня                                               | Перевод                                   |
| -- | ------------------- | ---------- | -------------------- | --------------------------------------------------- | ----------------------------------------- |
| 01 | Малайзия            | Малайский  | Мохд Ризал Ахмад     | «Di Sudut Kamar Hatiku»                             | «В углу моего сердца»                     |
| 02 | Пакистан            | Урду       | Марриюм Хуссейн      | «The Soft Song of Peace»                            | «Нежная песня мира»                       |
| 03 | Иран                | Персидский | Могтада Гарбави      | «Bezar Asheget Bemoonam (Let Me Remain Your Lover)» | «Позволь мне остаться твоим возлюбленным» |
| 04 | Таиланд             | Тайский    | «PRD Band»           | «Kwam Smakki (Unity)»                               | «Единство»                                |
| 05 | Бруней              | Английский | Нефф Аслее           | «Juliet»                                            | «Джульетта»                               |
| 06 | Сингапур            | Малайский  | Нур Хасанах Закариа  | «Boneka Ku Hilang»                                  | «Потеряла свою куклу»                     |
| 07 | Индия               | Манипури   | Мангка Маянгламбам   | «Tamla Loibi Napom»                                 |                                           |
| 08 | Иран                | Английский | «Peyman Talebi»      | «Wave of the Infinity»                              | «Волна бесконечности»                     |
| 09 | Австралия           | Английский | Iluka                | «12th of July»                                      | «12 июля»                                 |
| 10 | Шри-Ланка (хозяйка) | Английский | Шехара Лиянадж (Шей) | «Something Bout' You & I»                           | «Кое-что о мне и тебе»                    |
| 11 | Республика Корея    | Корейский  | Рю Сок Вон           | «A Regular»                                         | «Регулярный»                              |
| 12 | Шри-Ланка (хозяйка) | Английский | «Super Stars»        | «Boot Song»                                         | «Башмачья песня»                          |

### Не прошли в финал
Из шестнадцати предварительных заявок, только двенадцать прошли в финал Азиатско-Тихоокеанского радиофестиваля песни. Оставшиеся четыре не прошли в финал.
| Страна | Язык       | Исполнитель           | Песня                 | Перевод         |
| ------ | ---------- | --------------------- | --------------------- | --------------- |
| Иран   | Английский | Мохаммад Саве         | «Fountain of the Sun» | «Фонтан Солнца» |
| Бруней | Малайский  | Рапул Резал           | «Inilah Sebenarnya»   | «Это взаправду» |
| Индия  | Английский | Абхиджитх Кишан       | «Be The Change»       | «Быть заменой»  |
| Иран   | Персидский | Хешматолла Раджабзаде | «Larzan (Trembling)»  | «Дрожь»         |

### Отказ
- Бутан — Бутанский радиовещатель прошлого конкурса, Centennial Radio, подтвердил, что не будет участвовать в конкурсе 2014 года. Точную причину глава радиостанции не указал. Возможно, причиной явились финансовые трудности[13].

## Международное вещание
Каждая из стран-участниц транслировала событие и комментировала его на родном языке для ясности и описания конкурса.
- Австралия — Commercial Radio Australia
- Бруней — Radio Televisyen Brunei[англ.]
- Индия — All India Radio
- Индонезия — Radio Republik Indonesia[индон.]
- Иран — Голос Исламской Республики Иран / «Soroush Multimedia Corp.»
- Малайзия — Radio Televisyen Malaysia[англ.]
- Пакистан — Pakistan Broadcasting Corporation[англ.]
- Сингапур — MediaCorp[англ.]
- Таиланд — Radio Thailand[тайск.]
- Шри-Ланка — Sri Lanka Broadcasting Corporation[англ.] / MBC Networks[англ.]
- Республика Корея — Korean Broadcasting System